# Astilleros de Guayaquil

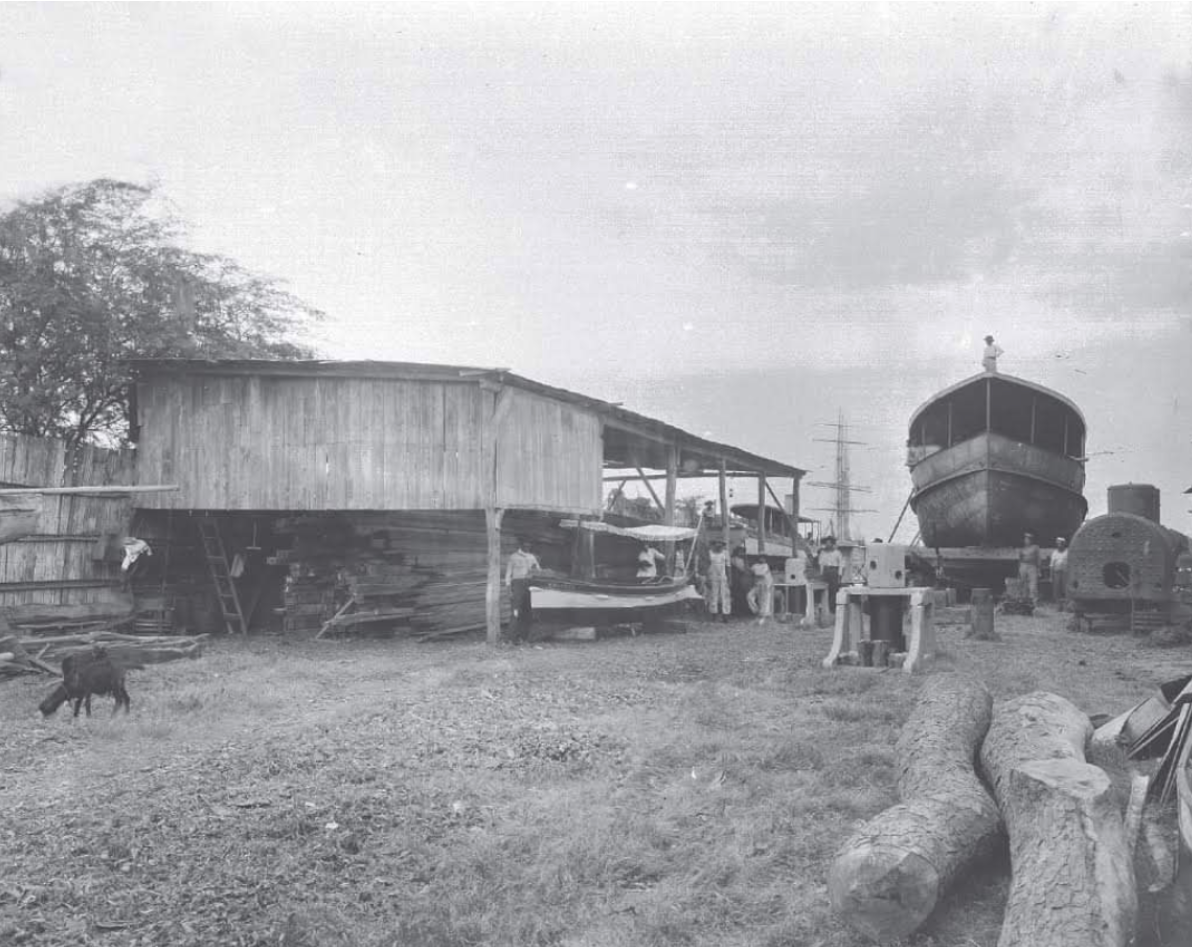
Construcción de un barco, año de 1915, aproximadamente.

Los astilleros de Guayaquil se desarrollaron desde la fundación de la ciudad hasta mediados del siglo XVIII aproximadamente. Aunque existen registros de las primeras balsas construidas por las culturas prehispánicas manteño-guancavilcas que fueron usadas para comerciar por todo el pacífico. Formalmente se considera a Diego Vásquez de Cepeda quien inició la construcción de los astilleros en el siglo XVI. Después se desarrollará su producción tanto para fines comerciales como para militares, basando su competitividad durante los siglos XVI hasta XVIII en la buena calidad de la madera. Posteriormente se buscará tecnificar su producción para tomar ventaja de los nuevos materiales desarrollados durante la revolución industrial. Los astilleros en el golfo han han marcado la historia de la ciudad de Guayaquil desde sus inicios. A pesar de que se han desarrollado en distintos barrios en la ciudad, tanto en el norte como en el sur, e incluso en épocas de alta demanda durante la colonia toda la ciudad fungió como una fábrica de producción de barcos, existe un barrio tradicional ubicado al sur del centro histórico que toma el nombre de El Astillero.

## Historia

### SigloXV

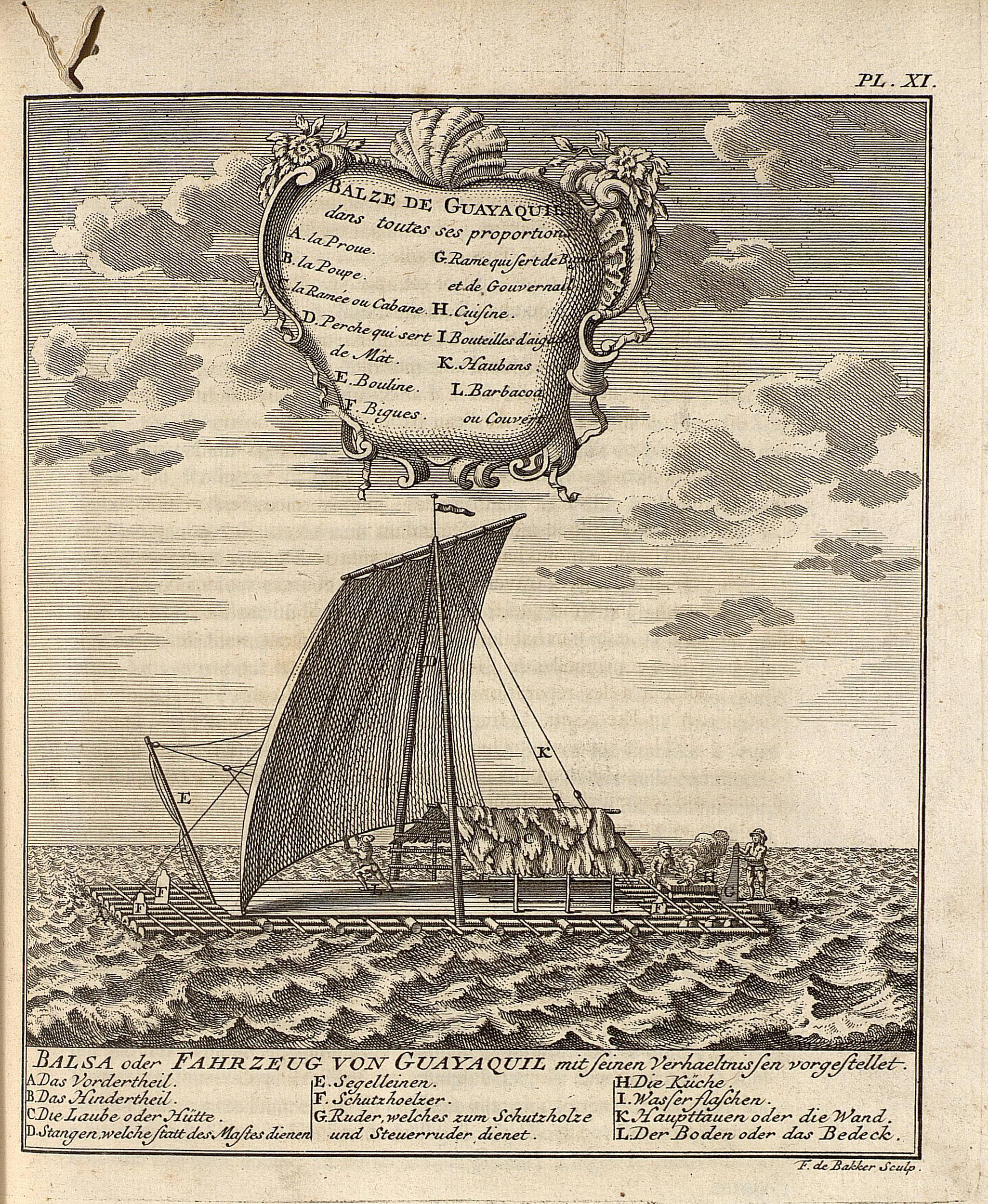
Balsa de Guayaquil

Los primeros barcos que se construyeron en el golfo de Guayaquil fueron en realidad balsas características de la cultura manteño-huancavilca. Con estas balsas se desarrolló el comercio en todo el pacífico uniendo a las culturas de Mesoamérica con las de Sudamérica. Dentro de los productos que se comerciaban se encuentran las famosas conchas spondylus que funcionaron como moneda en esta época, debido a la abundancia de ella en las costas de la actual bahía de Caráquez. Además también se comerciaba cacao, que crecía de manera silvestre en la cuenca del río Guayas. La madera con la que se construía la balsa manteña sería la misma que después sería utilizada para construir los barcos durante la época hispánica y provenía de árboles que crecían de manera silvestre en la cuenca del río guayas y el Golfo de Guayaquil. Estas balsas continuaron siendo construidas durante muchos años, aunque en las investigaciones de la historia del astillero, que se basan en registros historiográficos, se enfocan en los barcos grandes de los que existen evidencia documental.

### SigloXVI

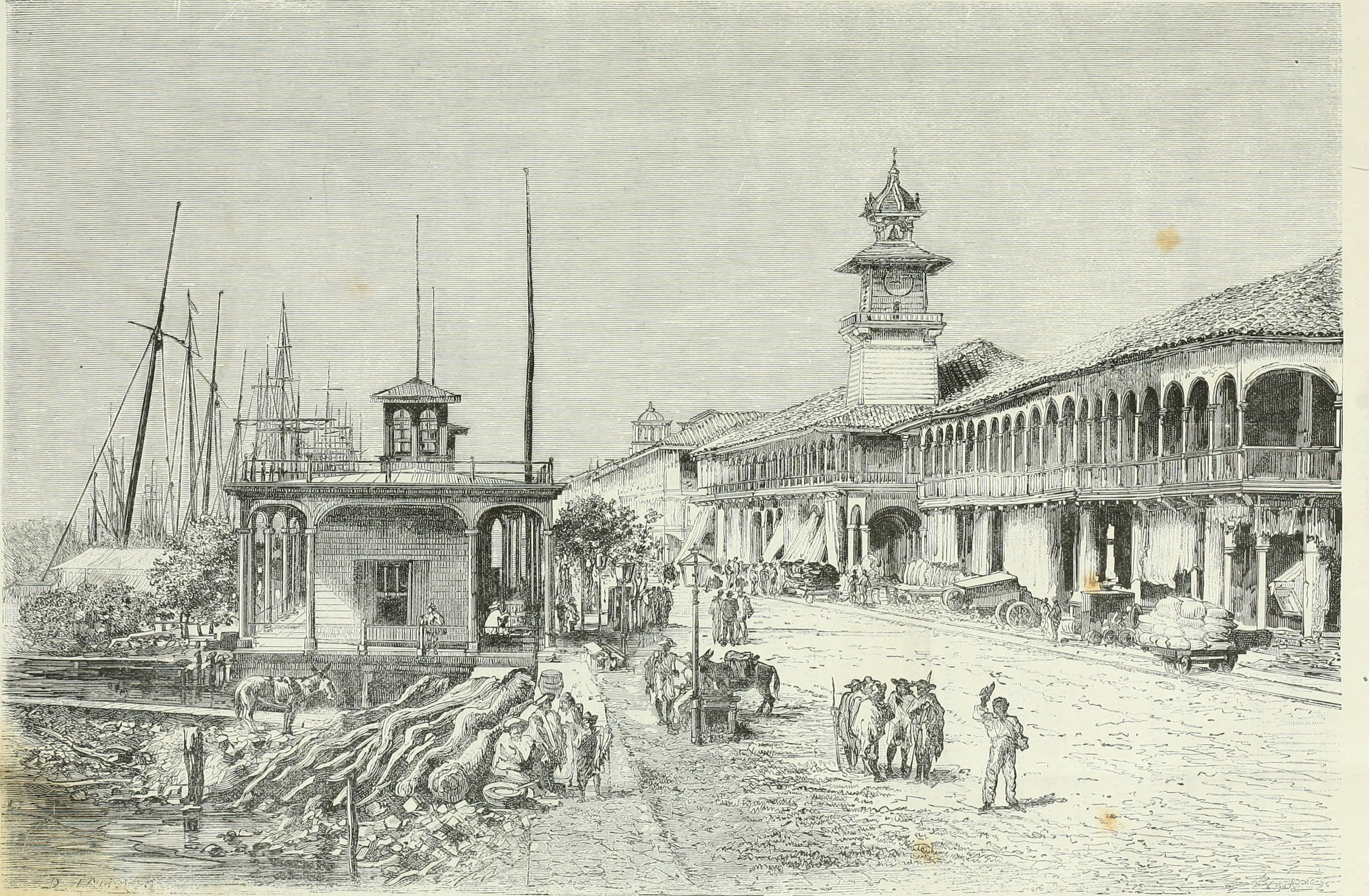
Puerto de Guayaquil

Guayaquil dio origen al astillero porque la ciudad contaba con maderas cercanas con los más altos niveles de flotabilidad, resistencia y flexibilidad. El astillero también se benefició de la presencia de mano de obra extranjera calificada y, sobre todo, de que ahí vivían personas que eran hábiles constructores de canoas y otras embarcaciones extremadamente seguras y de gran maniobrabilidad.
La información más antigua sobre el tema es una carta escrita en 1547 por Diego de Vásquez a Gonzalo Pizarro desde la isla Puná, en la que le aconseja que utilice los árboles y los nativos de la isla para construir galeras para sus expediciones. Diez años más tarde, empezó formalmente la construcción de los primeros barcos, en ese entonces eran de cabotaje, y tenían como objetivo navegar el Pacífico ayudándose de las corrientes para comunicar desde el sur hasta Centroamérica. A finales del siglo XVI, estos astilleros se habrían convertido en los más importantes de Sudamérica por su capacidad y por la navegabilidad de los barcos que allí se construían. Posteriormente el Marqués de Cañete, virrey del Perú solicitó la construcción de dos barcos que sirvan para la Armada del Mar del Sur en 1557.  Esto debido a la practicidad por la cercanía del astillero en Guayaquil, a diferencia de lo que representaría traer un barco de la península u otras partes del Océano Atlántico. El costo de construcción ascendió a los 18 000 pesos de plata.La Armada del Mar del Sur tenía su base en el Callao, y como apostaderos Valparaíso, Guayaquil y Concepción. La construcción más importante de este siglo fue sin duda el galeón San Pedro y San Pablo y Apóstol Santiago, del nombre se deriva la importancia que le dieron sus constructores puesto que la ciudad Santiago de Guayaquil fue fundada en honor al apóstol Santiago, patrono de España. También fueron importantes los caciques indígenas de la Isla Puna, en concreto la dinastía Tomalá que fungirían como gobernadores de una parte importante del Golfo de Guayaquil y también serían clave al momento de enfrentar la invasión del pirata holandés Jacobo Heremita Clerk frente a la Isla Puná en 1587.

### SigloXVII

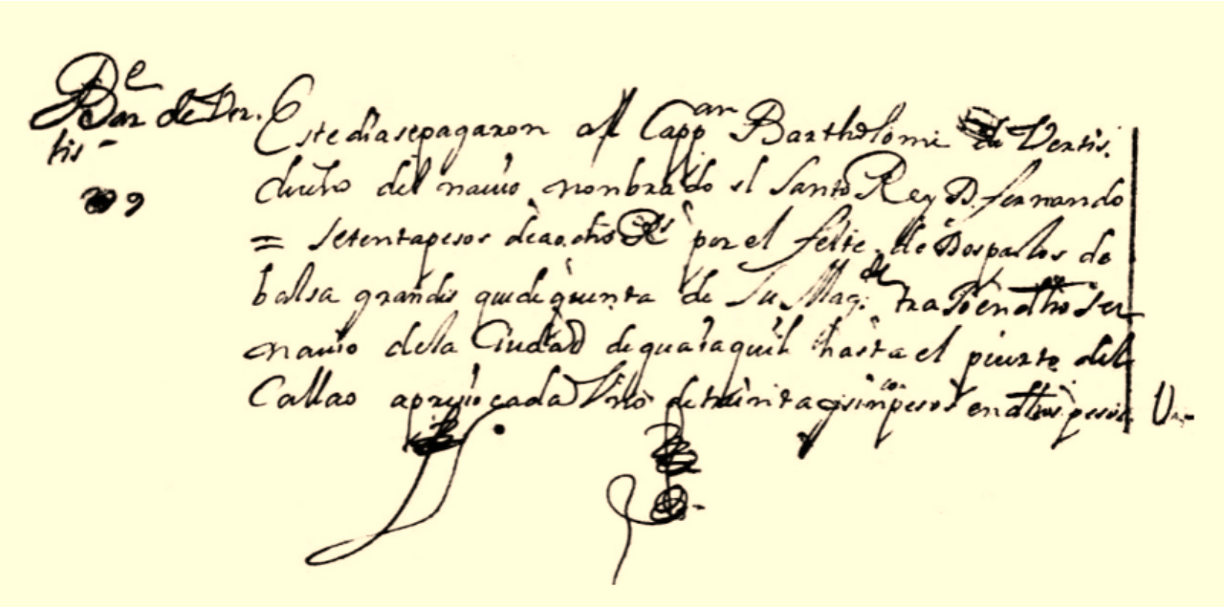
Registro del pago por el envío de dos palos grandes de madera de balsa en 1681, por Bartolomé de Vertis.

Guayaquil no sólo contaba con astilleros en la ciudad (en la Atarazana, la ría de Villamar, etc.), sino que en ocasiones toda la ciudad se convertía en astillero cuando aumentaba la demanda de barcos, algo que involucraba a todos los habitantes de la ciudad. En la isla Puná, también contaba con un importante establecimiento de construcción y reparación naval, tan importante que allí se construyeron varios galeones y navíos. Destacan los popularmente conocidos como capitanas reales y además una almiranta (nombre naval), encargados por el marqués. fue su participación para enfrentar él. En los astilleros de Guayaquil se construyeron grandes barcos no sólo para el transporte y la carga, sino también ayudaron en temas militares para ampliar y fortificar la flota de guerra. Adicionalmente, ya que desde los señoríos étnicos se habían construidos barcos en esta región (empezando por la balsa manteña), esto era una actividad que formaba parte de la tradición de los habitantes de esta zona, por lo que su construcción demandaba mucha mano de obra de todos los pobladores que aprovechaban la existencia de árboles de madera de gran calidad que flotaban consistentemente y eran propicios para la construcción de barcos.
Fue importante el año de 1636, cuando debido a que el Ejército español tenía con una escuadra marítima muy pequeña en el Mar del Sur, pidieron impulsar la construcción de barcos en los astilleros de Guayaquil que iniciarían en 1640. En concreto existe evidencia de dos bracos que fueron importantes para la guerra: La nave almiranta Santiago y la nave capitana Jesús María de la Limpia y Pura Concepción de Nuestra Señora. Estarían listos cuatro años después, en 1644 y fueron usados para varias misiones, y destacaron en el uso de sus cañones. Dentro de la historia de Guayaquil colonial hubo muchos traslados de la ciudad y se divide la urbe en ciudad vieja y nueva, para fin de siglo, en 1693 se trasladó la ciudad de Guayaquil a la ciudad nueva lo que afectó a los astilleros que habían en el norte, cerca del cerro Santa Ana. Ese mismo año, el 6 de febrero de 1693, el virrey Melchor Portocarrero y Lasso de la Vega, quien fuera superintendente de las reales fábricas de Guayaquil, asignó al maestro Andrés del Valle, quien tenía experiencia como constructor naval, la supervisión de las operaciones del astillero.

### SigloXVIII

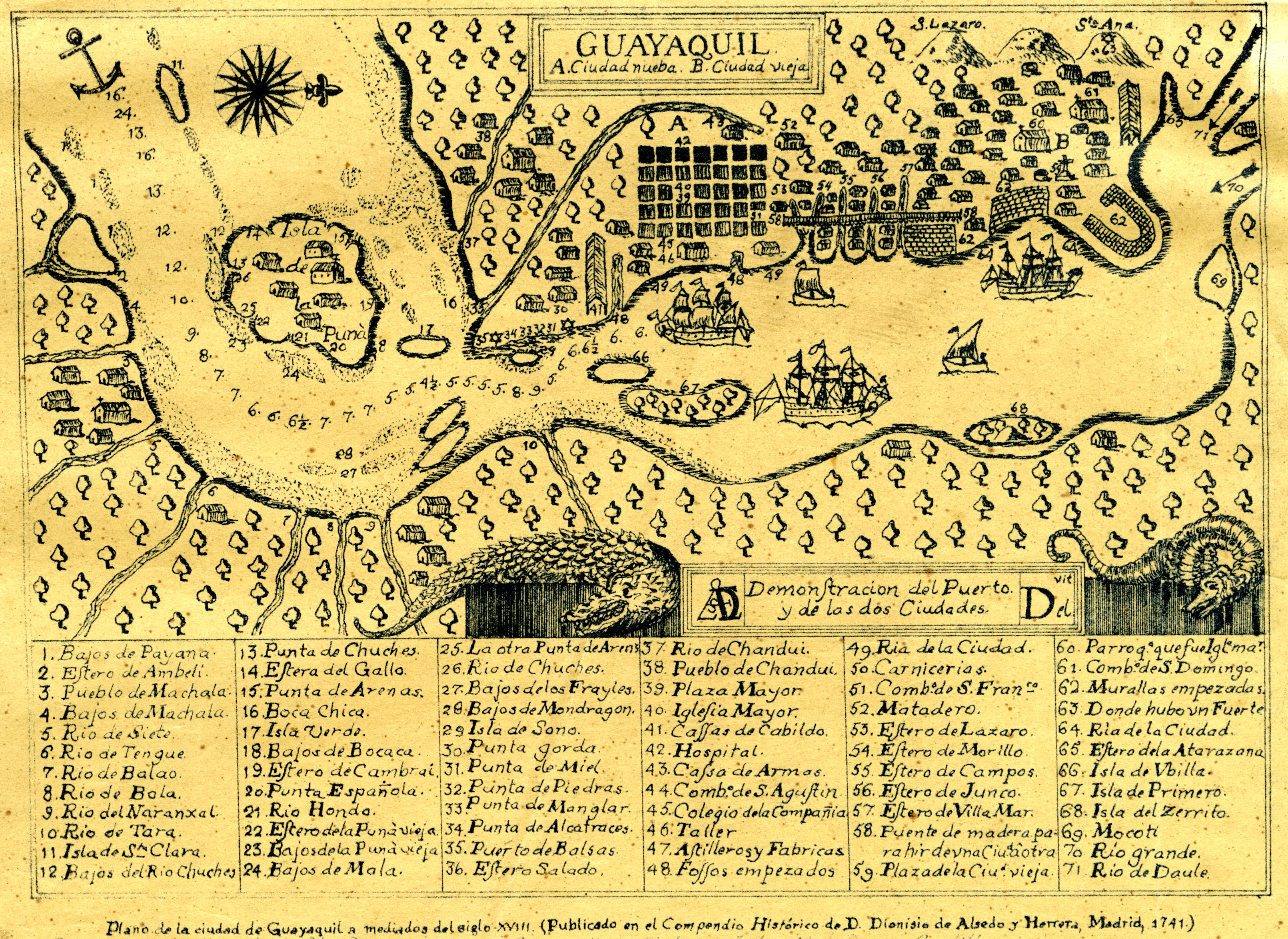
El compendio histórico de Guayaquil de 1741 donde Morán de Butrón describe a la ciudad y dedica un apartado a los astilleros con el número 47

Durante el siguiente siglo, las noticias importantes del astillero empiezan en 1730 cuando se construyó el barco San Fermín, con un costo de construcción total de 81 150 pesos. Un avance con relación a los anteriores barcos ya que este tenía 34 varas de quilla y 1 ½ de manga. Tenía fines militares por lo que fue diseñado para poder tener 30 cañones de a 6 libras. Un año después fue designado como capitán de Maestranza a Antonio de Salvatierra, importante ingeniero del siglo XVIII. También en este siglo se desarrolló la historia del puerto de Guayaquil por Jacinto Morán de Butrón, encargado de Dionisio Alcedo, quien fuera presidente de la Real Audiencia. Dentro de la reseña del astillero que se realizó lograron contar un total de  176 barcos fabricados con las siguientes dimensiones: 47 de 36 a 54 codos de quilla; 32 de 27 a 36 codos; y 97 de 18 a 27 codos. Esto sin tomar en cuenta los pequeños barcos fabricados cuyo número era muy grande. Durante estos años existen los registros de los astilleros por Jorge Juan y Antonio de Ulloa, marinos que formaron parte de la misión geodésica.
Existen registros historiográficos del año de 1757 cuando José de Erdoíza, tuvo que defender haber construido un barco por fuera de la maestranza del astillero. Dicha nave era la Nuestra Señora del Carmen, por esta razón tuvo que defenderse:

Haber fabricado un bote y barraca junto al hospital (en aquel entonces por la calle Aguirre), ya por la ignorancia de la prohibición que lleva expuesta, ya por el ningún detrimento que se irroga a la ciudad, y ya finalmente por haber visto en su ramada practicar lo mismo al Capitán y al Maestre de las Caldas, de suerte que valiéndose de aquel adagio vulgar de que en tierra que fueres, has lo que vieres, hice mi bote y barraca con inspección de la ramada y barca que había fabricado dicho maestre.

Cuando en 1771 llegó a hacerse cargo de su dirección don Cipriano Chenara, una persona con mucha experiencia al haber sido constructor naval real de España, terminó el período de mayor auge que se había iniciado en 1763 durante la administración de don Juan Antonio Zelaya. Durante este tiempo, además de supervisar los proyectos de construcción, Chenara también enseñó su oficio a los constructores de la ciudad. Lamentablemente esto no duraría mucho tiempo pues Chenara falleció poco después, quedando el proyecto en suspenso. Tres años más tarde, 1766 llegó a Guayaquil otro constructo naval ahora llamado Cipriano Echenar, quien estableció los Astilleros Reales entre el estero Carrión, que se ubica en la actual calle Mejía, y el fuerte de San Carlos. Con esto empezaría a destacar la producción de barcos de Guayaquil sino que a juicio del historiador Avilés, desde el año de 1763 hasta 1771, se llegaría al punto máximo de desarrollo de los mismos. Los astilleros de Guayaquil destacaban no sólo por ser una importante fuente de ingresos,  en un momento en que la economía de la región Andina se vería afectada por la caída de la producción en los obrajes, sino también porque durante mucho tiempo se habían considerado los más importantes de la costa del Pacífico.
Su fama fue difundida por el presidente de la Real Audiencia de Quito, Dionisio Alcedo y Herrera (padre del enciclopedista Antonio de Alcedo) quien diría:

Al astillero de Guayaquil, único en las Costas de la Mar del Sur… con todas las calidades necesarias para componer un Puerto marcial, y contratante, como los más célebres de la Europa. «Potencial» no realizado, según él, por hallarse expuesto «a los estragos del fuego» a las invasiones de piratas, al descuido en sus defensas, a la consiguiente falta de guarniciones.
Dionisio Alcedo y Herrera

### SigloXIX
Por otro lado, el primero registro que existe de los astilleros en el siglo XIX se debe a una cita del Barón de Humboldt quien se encontraba viajando por Sudamérica para investigar su geografía y naturaleza. Sobre Guayaquil diría:

Los soberbios barcos salidos de los astilleros de La Habana, Guayaquil y San Blas son más caros, sin duda, que los barcos de los astilleros de Europa; pero tienen sobre estos últimos, por la naturaleza de las maderas de los trópicos, la ventaja de una larga duración.
Alexander von Humboldt

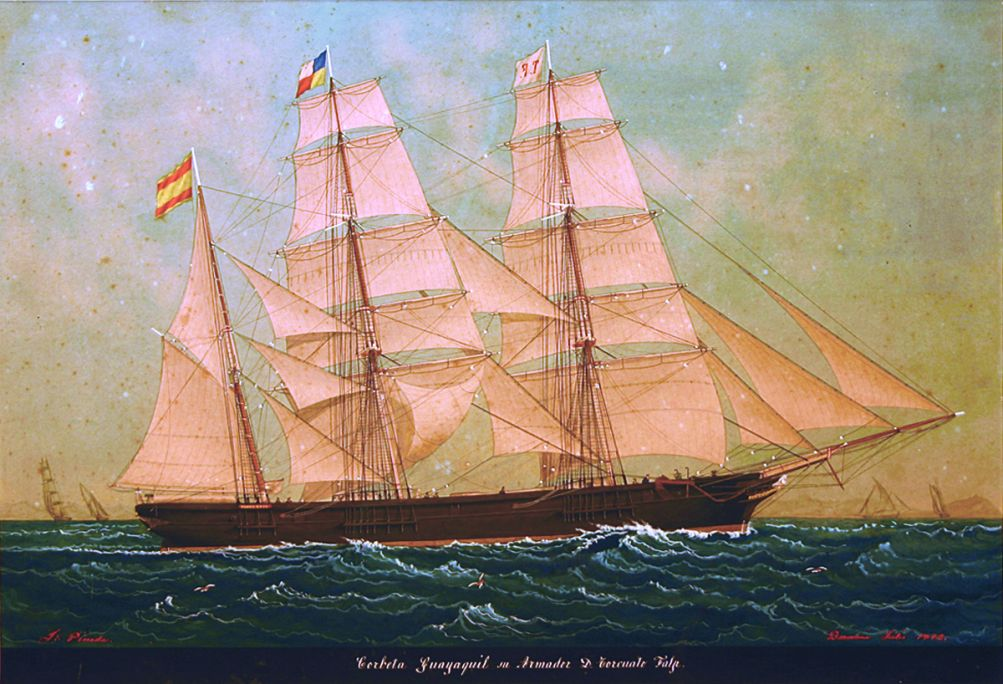
'Guayaquil’ corvette

Barcos con mercancías, en el puerto de Guayaquil. En el fondo se observa la casa consistorial, antiguo municipio. Finales del.

La gobernación de Guayaquil continuaría impulsando su desarrollo a pesar de que en estos años empezaría a estallar las guerras de independencia. Se conoce que el Gobernador Cucalón propuso liberar de almojarifazgo y alcabalas, dos impuestos que afectaban el comercio y compra de nuevos insumos para la fábrica de barcos a través de una nueva ley de fomento de la navegación. Esto sería a su vez complementado desde el Cabildo, certificando el mérito de los constructores que destacaban en la industria. Años más tarde en 1818 se desarrollarían la fábrica de lanchas que tenían cañones que servirían para defender el río guayas. Esta entraría en competencia con la cañonería que se buscaría crear en el puerto de Esmeraldas, al norte. Posteriormente se crearía la provincia Libre de Guayaquil que se terminaría anexando a la Gran Colombia por lo que en 1823 el alcalde de ese entonces Vicente Ramón Roca buscó que no se cobre el derecho de recorrido a los buques en el río, que era de cerca de 25 pesos de plata por cada barco. Una vez que se separó el departamento del sur de la Gran Colombia dando inicio a Ecuador se buscaría impulsar los astilleros nuevamente, con destacada iniciativa del presidente Rocafuerte. Se sabe que en 1837 se emitió un decreto que buscaba liberalizar las alcabalas a las salida de los productos que estaban siendo exportados por buques de los astilleros de Guayaquil. Además el inversor y banquero Manuel Antonio Liuzárraga así como José Joaquín de Olmedo impulsaron la idea de Rocafuerte para construir el famoso Vapor Guayas, que fue el primero del pacífico sur en su clase. El entusiasmo fue grande porque significaba la industrialización de los astilleros y el uso de la última tecnología desarrollada durante la revolución industrial. Sería por esta razón incluida dentro del escudo de Ecuador. Terminaría de ser construido el 4 de agosto de 1840. Dos años más tarde se buscó construir un dique seco a través de la firma Pohlemus, Mickle y Santiestevan. Posteriormente en 1848 se haría cargo Juan Illingworth junto a L.P. Kuhn la creación de un taller mecánico para dar mantenimiento a los nuevos vapores. También se buscaría construir un dique seco con el impulso de Rocafuerte en el Congreso. De esta forma se le concedería en 1855 la exclusividad para la construcción del dique seco por 50 años. Este proyecto sin embargo se pararía años después, y tendría que ser reanudado.
Durante esta época se viviría una decadencia del astillero que fue expresada con la siguiente frase:

Desde 1859, el astillero de Guayaquil está desierto y será mucho decir que llegan a diez los buquecillos construidos en los 15 años transcurridos. La guerra con el Perú primero y la civil después concluyeron con los artesanos y astilleros.

Por esta razón, en 1863 Ignacio de Veintimilla buscaría crear un astillero en gran escala, sin embargo el proyecto no prosperaría. Años más tarde en 1880 buscaron que a través de Pedro Carbo la construcción del dique seco como complemento de los astilleros. Dos años más tarde, el Concejo de este año señala para Astillero un área de 450 metros al sur de la ciudad. Por esta razón en 1897 el Gobierno buscaría garantizar el 6 % de rentabilidad anual a los empresarios que inviertan en los astilleros. Durante estos años, entre 1890 y 1920 se hicieron famosos los talleres de construcción de barcos de Jaime Puig y Nicolás Bardellini que lograron construir los vapores San Pablo y Puigmir y Pampero, hechos siguiendo el modelo de dos grandes barcos que surcaron las aguas del Misisipi y del Magdalena.

### SigloXX

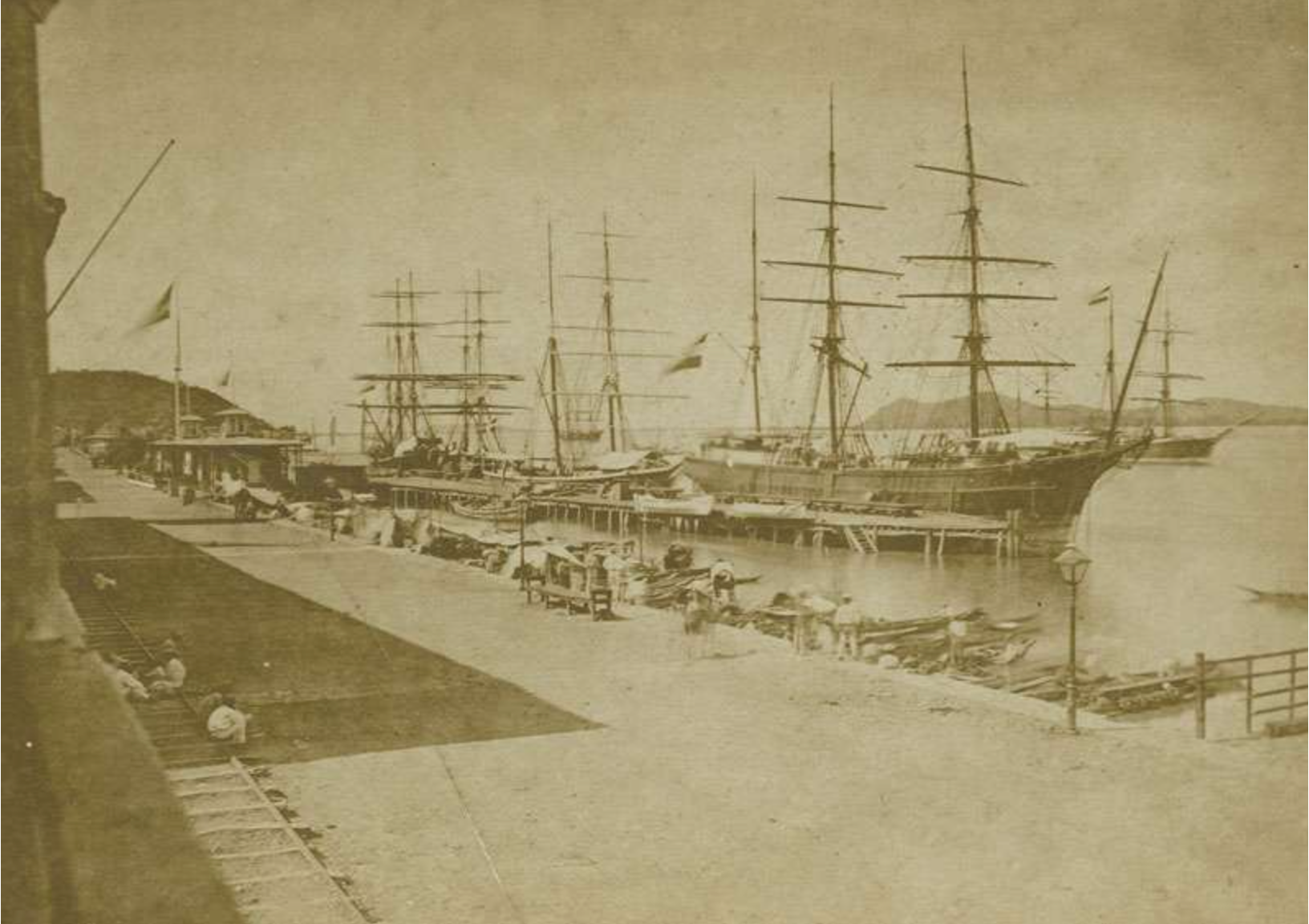
Malecón de Guayaquil, inicios del.

A inicios de este año surgió un accidente porque los vapores La Fama quedaron varados en la factoría. Para su rescate se debió colocar el barco sobre travesaños y halarlo con otro buque. Trabajo que demandó cerca de 40 hombres. Años más tarde en 1961 se logró construir un dique flotante que sirva de sustituto para el dique seco decimonónico. Este tenía el nombre de dique Amazonas y tenía 488 pies de eslora, 81 de manga y 57.6 de puntal. Su capacidad aumentada llegaba a las 3500 toneladas y tuvo como país de origen Estados Unidos. Además un año después empieza la constitución de los Astilleros Marítimos Ecuatorianos para lo cual se invirtió un total de 2 millones de dólares de capital. De esta manera se buscaba impulsar nuevamente los astilleros ahora con nueva tecnología del siglo XX. Gracías a esto se logró por ejemplo reparar el buque tanque Anglo de 3747 en el recién construido dique Amazonas. Esto continuó con el impulso logrado a partir de la compañía holandesa Verolme de la ciudad de Róterdam con el objetivo de ampliar el astillero para una capacidad inicial de 15 000 toneladas. Ese mismo año se logró construir un buque de 150 toneladas que se botaría al agua siendo el primer caso de un barco construido en los nuevos astilleros. Tomaría el nombre de Hayaipe y serviría para las Naciones Unidas. Se ampliarían las instalaciones con un varadero que aumente la capacidad de la fábrica. Posteriormente en 1970 se haría el arsenal naval, que sería ahora el primer yate que fue construido con ferrocemento en Latinoamérica. Su dueño fue Alexander Bell, quien optó por los astilleros de Guayaquil por los menores costos de producción. En la actualidad Ecuador cuenta con dos empresas de astilleros, Astinave, también conocido como Astilleros Navales Ecuatorianos y los Astilleros Maridueña.

## Relevancia histórica

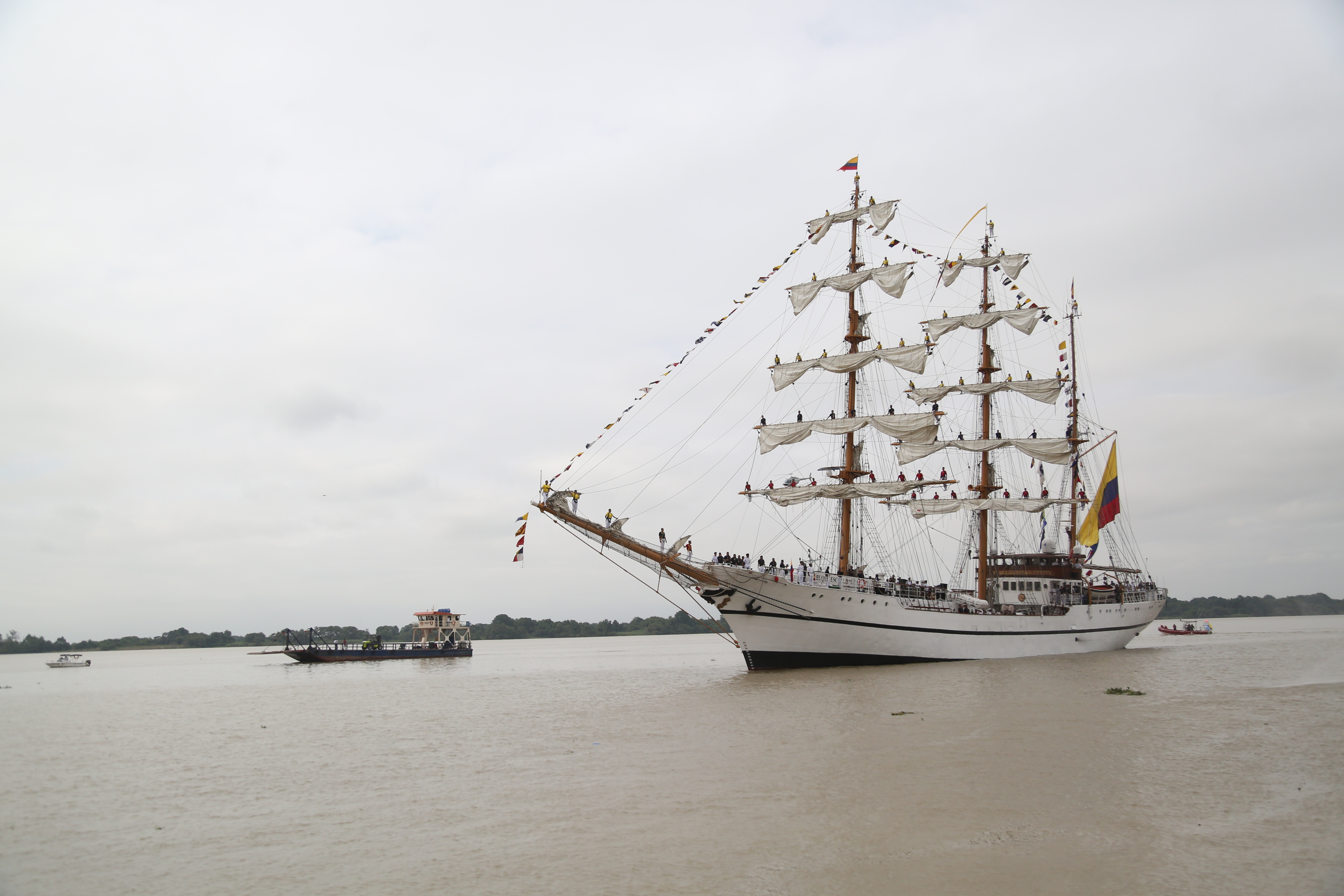
El buque Guayas

Los astilleros tuvieron una importancia en el futuro de Ecuador al permitir el desarrollo de su principal puerto. Fue el Golfo de Guayaquil un polo de riqueza importante no solo por su geografía que a través del río Guayas y su cuenca permitía comunicar a la costa de Ecuador con el resto de países, sino que con sus recursos permitió el desarrollo de los astilleros primero y posteriormente del cacao al final del siglo XVIII. Este desarrollo que se experimentó durante la Real Audiencia solamente fue el reflejo de la actividad económica histórica que ya existía en esa región puesto que durante el periodo de los señoríos étnicos, la balsa manteña permitía la exportación de cacao a Mesoamérica, a partir de lo cual la cultura Azteca prepararía el chocolate. Con el devenir de la industrialización y la popularidad de los barcos que usaban materiales metálicos antes que la tradicional madera, la demanda por los barcos empezó a decrecer. Esto coincidió con las guerras de independencia lo cual dificultó la adaptación de la industria. Existen esfuerzos sin embargo durante esta época como por ejemplo José Rodríguez Labandera, quien construiría un submarino en 1837. Además durante estos años existió el impulso del presidente Rocafuerte al desarrollo del puerto a través de la importación de barcos de vapor. La relevancia del Golfo no cesaría y militarmente sería un lugar estratégico donde se desarrollarían conflictos como el pacto entre Flores y Rocafuerte o la rebelión de Guillermo Franco. Culturalmente mantiene su relevancia puesto que en la actualidad existe un barrio que toma su nombre y el partido de fútbol entre los dos equipos más importantes de la ciudad también. Además, la novela Las cruces sobre el agua gira en torno al barrio astillero.

## Breve lista de los barcos construidos

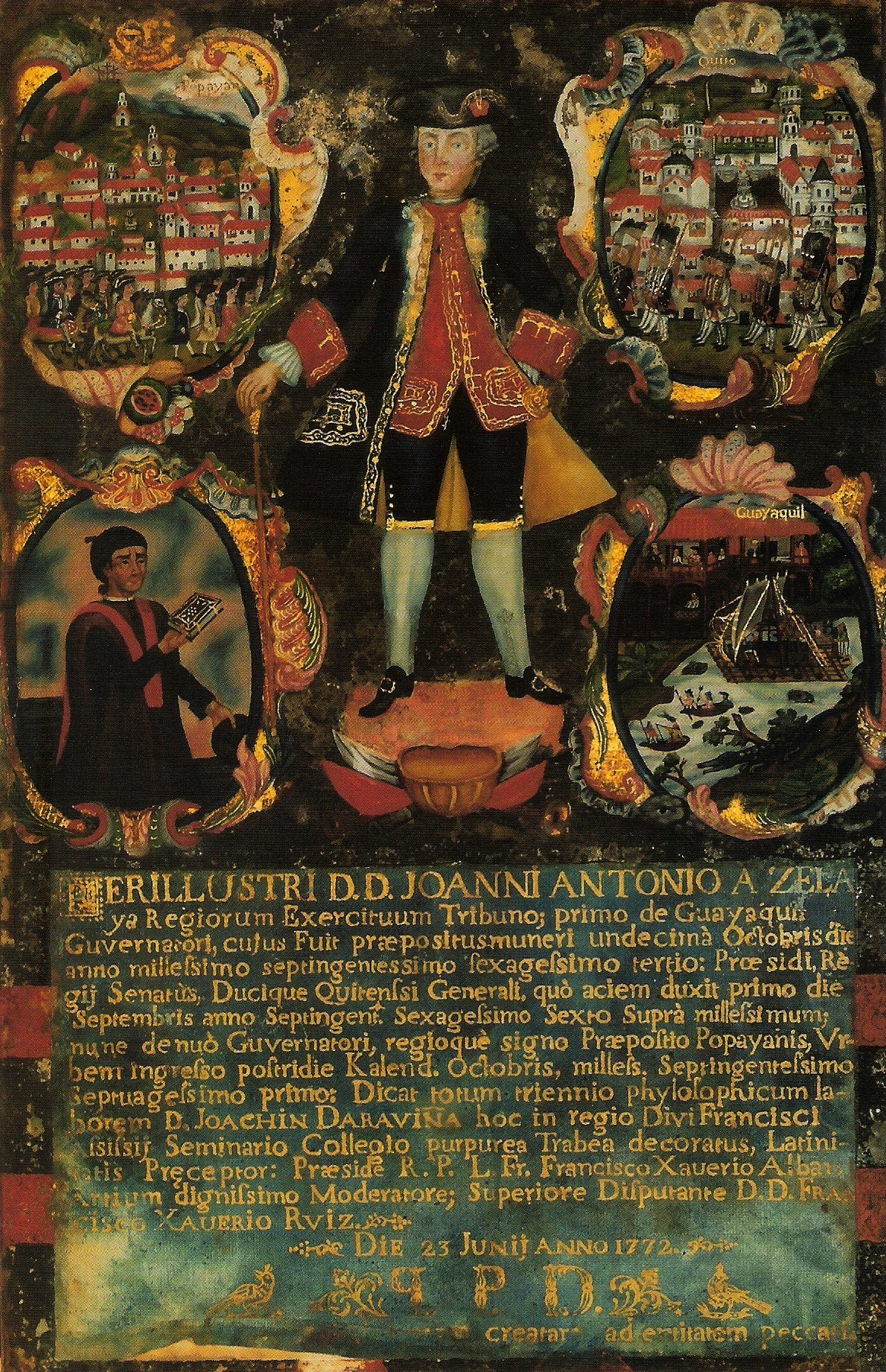
Juan Antonio Zelaya

Los principales barcos, de los que existe evidencia historiográfica fueron construidos, de orden cronológico:
- 1583: El galeón San Pedro y San Pablo y Apóstol Santiago
- 1600: El Visitación y el Jesús María, fabricados por el General Ordoño de Aguirre.
- 1605: El San José y el Santa Ana
- 1617: Nuestra Señora de Loretto, y el San Bartolomé
- 1618: El San Felipe, el Santiago, el San Bartolomé y el San Francisco.
- 1623: El San Diego por Joseph de Castro Grijuela.
- 1632: El Nuestra señora de la Antigua
- 1646: El Santiago y La limpia Concepción por el General Martín de Valenzegui.
- 1659: El Nuestra Señora de Guadalupe y el San José, por el General Cristóbal de Melloay el Teniente General Lorenzo de Bances León.
- 1680: El San Lorenzo
- 1692 Guipuzcoano, navío privado de la Real Compañía Guipuzcoana de Caracas
- 1693: navíos de línea Nuestra Señora de la Concepción, Santísimo Sacramento (nave capitana) y Santa Cruz[15]
- 1694: galeón Nuestra Señora de la Almudena y San Cayetano[16]
- 1730: fragata a vela San Fermín
- 1756: navío de línea San José el Peruano [17]
- 1777: fragata Favorita o Nuestra Señora de los Remedios
- 1802: goletas Extremeña y Alavesa.[18]
- 1816: bergantín Cicerón, renombrado Pezuela.[19]